# Louise-Dorothée de Saxe-Meiningen
Louise-Dorothée de Saxe-Meiningen (Cobourg, 10 août 1710 – Gotha, 22 octobre 1767), est la fille d'Ernest-Louis Ier de Saxe-Meiningen et de Dorothée-Marie de Saxe-Gotha-Altenbourg.
Elle est l'épouse du duc Frédéric III de Saxe-Gotha-Altenbourg.

## Mariage et descendance
Le 17 septembre 1729 à Meiningen, Louise épouse Frédéric III de Saxe-Gotha-Altenbourg, son cousin germain.
Ils ont eu neuf enfants :
- Frédéric-Louis, prince héréditaire de Saxe-Gotha-Altenbourg (Gotha, 20 janvier 1735 – Gotha, 9 juin 1756) ;
- Louis (Gotha, 25 octobre 1735 – Gotha, 26 octobre 1735) ;
- fils mort-né (Gotha, 25 octobre 1735), jumeau de Louis ;
- jumeaux mort-nés (1739) ;
- Frédérique Louise (Gotha, 30 janvier 1741 – (Gotha, 5 février 1776) ;
- Ernest II de Saxe-Gotha-Altenbourg (Gotha, 30 janvier 1745 – Gotha, 20 avril 1804), duc de Saxe-Gotha-Altenbourg, épouse en 1769 Charlotte de Saxe-Meiningen (1751-1827) ;
- Sophie (Gotha, 9 mars 1746 – Gotha, Le 30 mars 1746) ;
- Auguste de Saxe-Gotha-Altenbourg (1747-1806) (Gotha, 14 août 1747 – Gotha, 28 septembre 1806) ;